# Ujście. Blog trzeci
Ujście. Blog trzeci – książka Jacka Bocheńskiego, na którą składają się wpisy z jego blogu stanowiąc konstrukcję powieściową.
Trzecia część „Trylogii Internetowej” (pierwsza: Blog, 2016; druga: Justyna, 2018). Teksty obejmują okres od 5 maja 2018 roku do 27 stycznia 2021 roku.

## Opis fabuły
Autor podejmuje w powieści wiele tematów, które przeplatając się wzajemnie tworzą wielowątkową fabułę. Jedną z przewodnich bohaterek powieści (podobnie jak we wcześniejszych tomach Trylogii) jest Justyna, zgodnie z zasadą, iż każda część z trzech części Bloga ma swoją Justynę. Zasadniczym schematem prowadzenia akcji jest odtwarzanie wydarzeń z przeszłości oraz blog na żywo, tj. opisywanie wydarzeń dziejących się współcześnie. Wszystko przeniknięte jest motywem ujścia i zmartwychwstania. Jednym z bohaterów powieści jest językoznawca, profesor Walery Pisarek. Pisarek zmarł nagle w dniu, w którym miał wygłosić laudację na cześć Jacka Bocheńskiego. Bocheński dokonuje retrospekcji i opisuje wydarzenia z życia profesora Pisarka oraz ze swojego życia, poczynając od okresu, gdy obaj mieli po piętnaście lat (Bocheński miał piętnaście lat w 1941 roku, Pisarek w 1946 roku) do momentu „ujścia” profesora. Osobnymi bohaterkami stają się dwie córki: Magda, córka autora i Dorota, córka profesora. Bohaterem motywu zmartwychwstania stał się ojciec autora, Tadeusz Bocheński. Ojciec Bocheńskiego „zmartwychwstaje” dzięki autorowi, Adamowi Boberskiemu oraz pani Święcickiej-Misiurewicz. Dzięki spotkaniu tych trzech osób dochodzi bowiem do wydania przez Stowarzyszenie Żywych Poetów Gnom staroindyjskich przetłumaczonych przez Tadeusza Bocheńskiego.
Autor dzieli się swoimi przemyśleniami na temat ważnych kwestii społeczno-politycznych, porusza kwestie takie jak: manifestacje społeczne w obronie niezawisłości sądów, praw społeczności LGBT, manifestacje matek niepełnosprawnych dzieci, śmierć Pawła Adamowicza, wybory prezydenckie w Polsce w 2020 roku. Zastanawia się nad tym, co to jest demokracja, jak przejawia się dziś powszechne „wkurzenie”, czym jest „swojskość”, ponadto snuje rozważania na temat kondycji współczesnej literatury. Opisuje również życie Polski i świata w dobie pandemii covid 19, narodową kwarantannę, trudności wynikające z izolacji oraz przewiduje jak mogą toczyć się koleje życia ludzkiego po pandemii.
Osobnym wątkiem jest „inwestycja”, tj.lokalna budowa na osiedlu, pod oknem autora.

## Wydania
Jacek Bocheński, Ujście. Blog trzeci, Agora, Warszawa 2021.